# Paratyphlotanais armatus
Paratyphlotanais armatus är en kräftdjursart som först beskrevs av Ernst Vanhöffen 1914.  Paratyphlotanais armatus ingår i släktet Paratyphlotanais och familjen Nototanaidae. Inga underarter finns listade i Catalogue of Life.